# Björnsundet-Storkärren
Björnsundet-Storkärren este o arie protejată (arie specială de conservare — SAC, sit de importanță comunitară — SCI) din Suedia întinsă pe o suprafață de 63,9 ha, integral pe uscat.

## Localizare
Centrul sitului Björnsundet-Storkärren este situat la coordonatele 60°01′00″N 18°21′30″E / 60.0167°N 18.3583°E.

## Înființare
Situl Björnsundet-Storkärren a fost declarat sit de importanță comunitară în iunie 1996 pentru a proteja 1 specie de plante. Situl a fost protejat și ca arie specială de conservare în martie 2011.

## Biodiversitate
Situată în ecoregiunea boreală, aria protejată conține 6 habitate naturale: Păduri caducifoliate bătrâne naturale hemiboreale fino-scandinave (Quercus, Tilia, Acer, Fraxinus sau Ulmus) bogate în specii epifite, Taiga vestică, Păduri fino-scandinave bogate în ierburi cu Picea abies, Mlaștini alcaline, Mlaștini împădurite, Păduri caducifoliate de mlaștină fino-scandinave.
La baza desemnării sitului se află o specie protejată de  plante: Hamatocaulis vernicosus.